# Quốc ấn Trung Hoa Dân Quốc
Có hai loại Quốc ấn Trung Hoa Dân Quốc (中華民國國璽), đặt tên là Trung Hoa Dân Quốc Chi Tỷ (中華民國之璽) và Vinh Điển Chi Tỷ (榮典之璽). Trong đó Trung Hoa Dân Quốc Chi Tỷ là ấn chương chính thức của nhà nước Đài Loan. Còn Vinh Điển Chi Tỷ được nguyên thủ quốc gia dùng để phong tặng huân huy chương.

## Thiết kế và số đo
Quốc huy (Thanh thiên bạch nhật) được khắc chạm trên đỉnh nắm cầm ấn, được trang trí bằng dây lụa màu xanh ngọc bích.

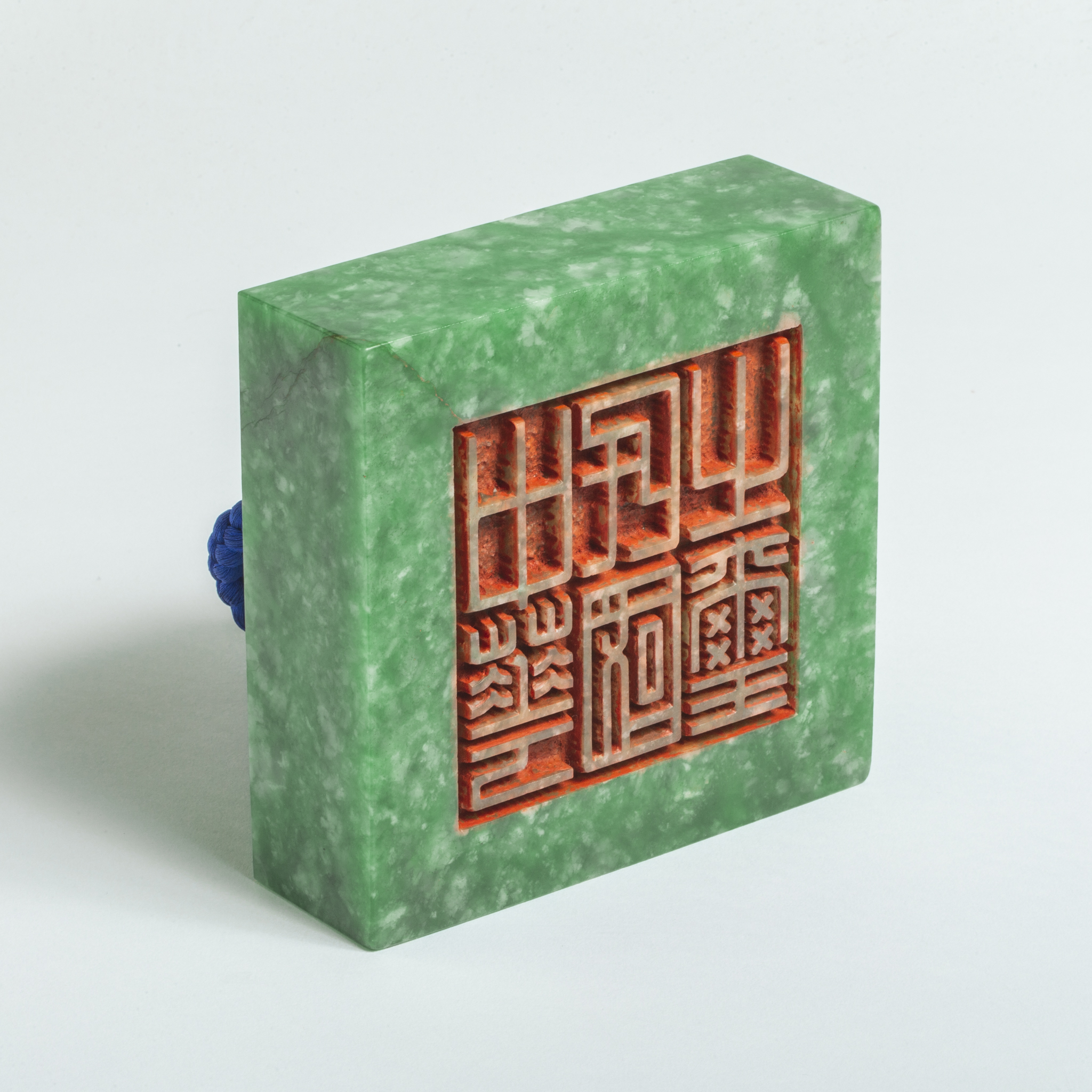
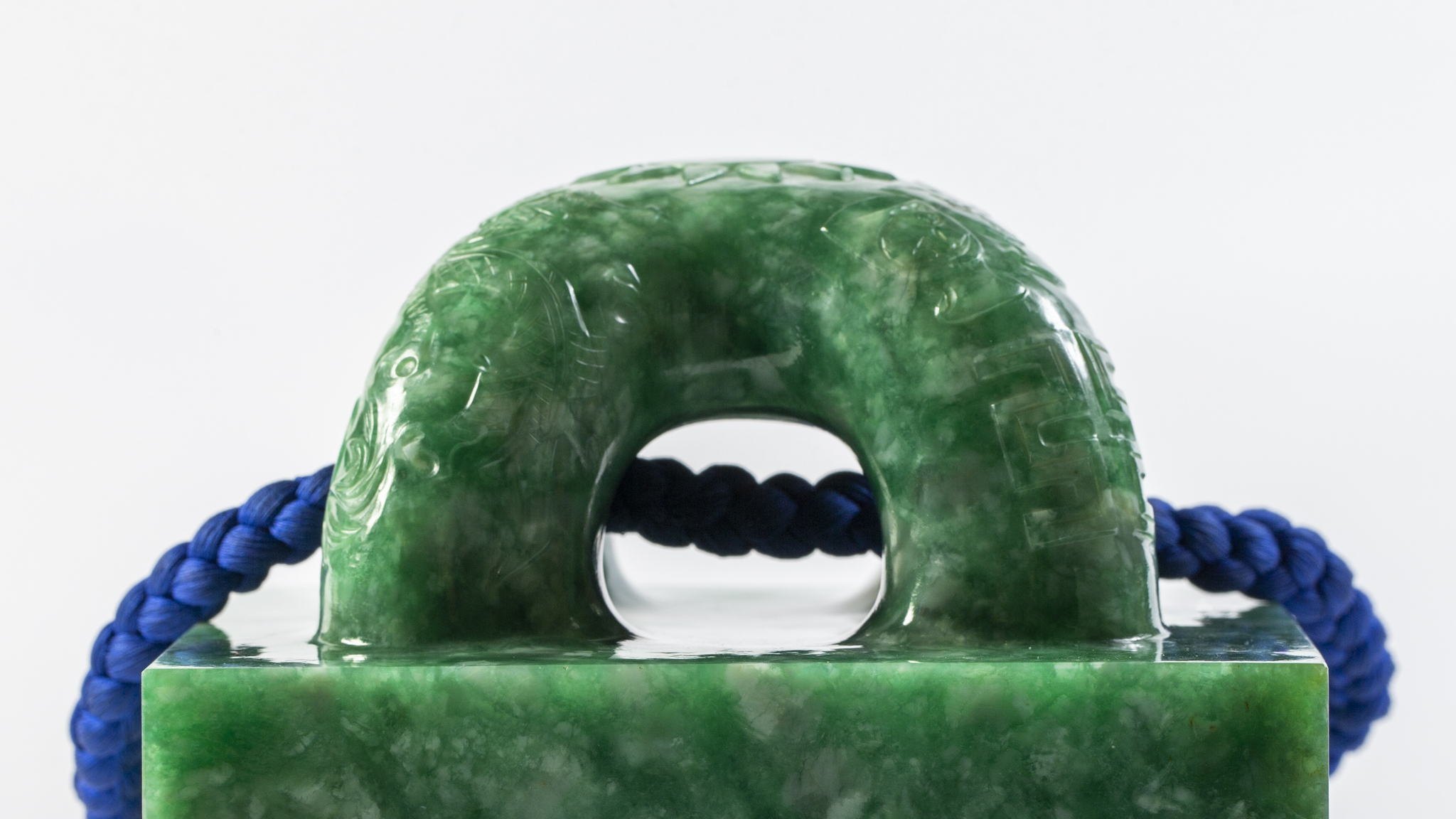